# Precinct de Webster no 5
Le precinct de Webster n° 5 est un precinct électoral du comté de Pope dans l'Illinois, aux États-Unis. En 2010, ce precinct comptait une population de 866 habitants.

## Source de la traduction
- (es) Cet article est partiellement ou en totalité issu de l’article de Wikipédia en espagnol intitulé « Distrito electoral de Webster n.º 5 » (voir la liste des auteurs).